# Zmarlika Jidášova

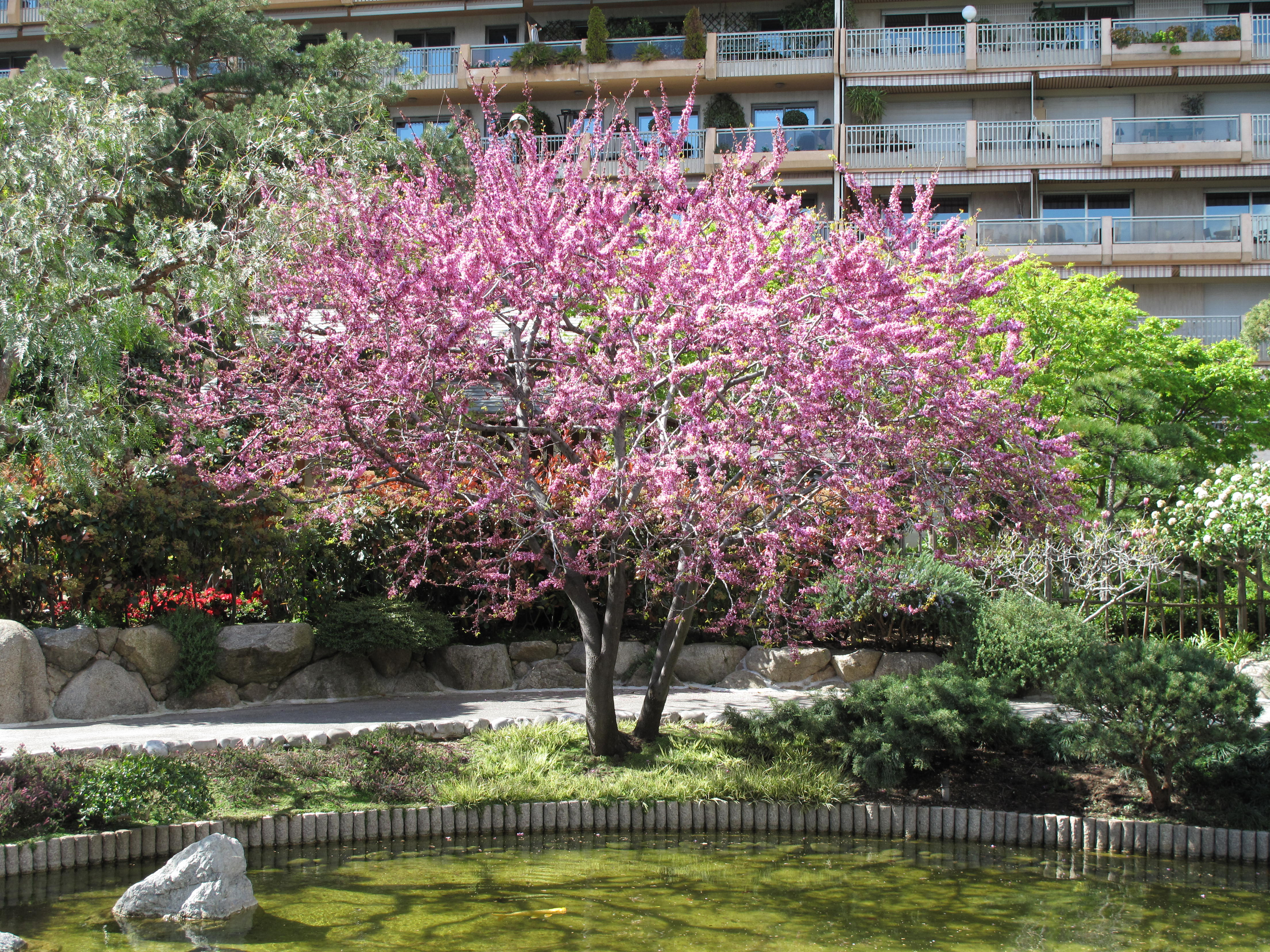
Celkový habitus zmarliky Jidášovy

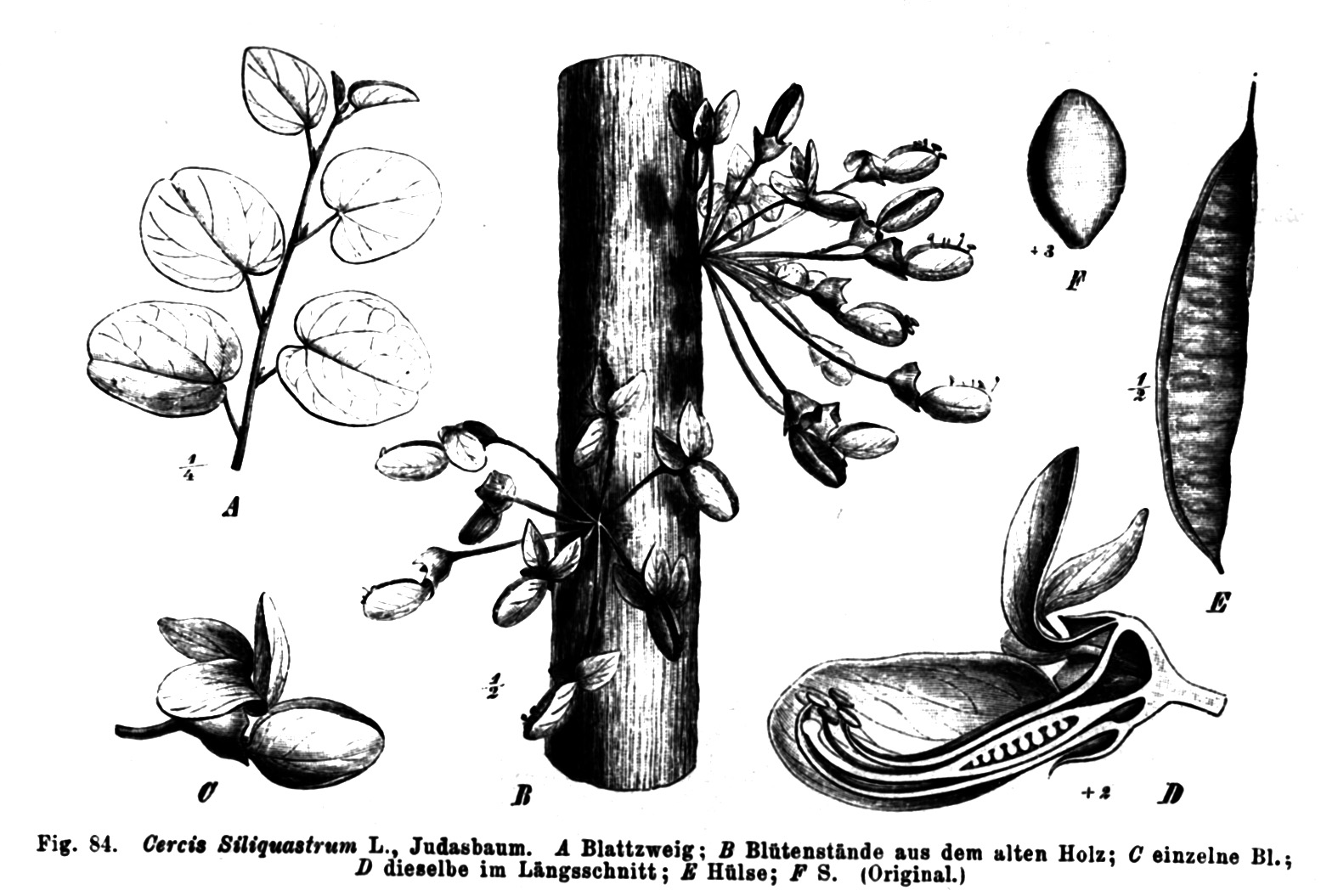
Popis jednotlivých částí zmarliky Jidášovy

Zmarlika Jidášova (Cercis siliquastrum) nebo zmarlika luštinatá, běžně známá i jako Jidášův strom, je jednodomý listnatý opadavý strom původem ze Středomoří s růžovými drobnými květy. Je opylován včelami. Patří mezi kauliflorické dřeviny, což znamená, že květy rostou i na kmeni.

## Charakteristika
Dosahuje výšky 4–7 m a dorůstá šířky 3–5 m. Jsou to opadavé stromy nebo keře. Habitus je poměrně vzpřímený, nepravidelně větvený, kmínky a větve mají tmavošedou hladkou kůru. Na českém území jen vzácně vytváří stromovitý typ, spíše se lze setkat s keřovitými stromky. Listy jsou nápadité srdčité nebo ledvinité, celokrajné, světle zelené, řapíkaté 7–12 cm dlouhé.
Květy, připomínající kapky krve, jsou fialově červené nebo purpurově růžové, shloučené ve svazečcích, často vyrůstají na větvích nebo i na kmínku, a to před olistěním. Květy mají široce zvonkovitý kalich s malými tupými zuby a motýlovitou korunou z nestejných plátků, z nichž 3 horní jsou menší, 10 volných tyčinek a stopkatý semeník. Kvete v dubnu a květnu. Plod je plochý a nafialovělý lusk (7–10 cm). Je úzce podlouhlý, s úzkým křídlem na břišním švu.

## Kultivary
- Cercis siliquastrum var. Alba – květy jsou bílé, listy velmi světle zelené
- Cercis siliquastrum var. Bodant – květy jsou tmavě růžovofialové
- Cercis siliquastrum var. Rubra – květy jsou tmavě růžovofialové
- Cercis siliquastrum var. Variegata – listy jsou bělavé, zeleně pestré

## Stanoviště
Zmarlika Jidášova si žádá světlé, slunné a teplé stanoviště. V zimě snadno namrzá, ale zvláště jako mladá rostlina se dobře regeneruje. Vhodná je zimní přikrývka kořenů listím. Vyhovuje jí hlubší, živná půda, bohatá na vápník (má ráda zásaditou půdu), nepříliš suchá a propustná. Přesazování snáší špatně.
Pěstuje se jako zajímavost pro své květy a také pěkné zlatožluté podzimní vybavení. Vhodná je jako solitéra nebo na okraje větších stromovitých skupin. Ve větších krajinářských úpravách se používá zmarliky do 350 m n. m.

## Množení
Množí se výsevem semen na jaře pod „sklem“. Osivo delší dobu máčíme. Kultivary a variety roubujeme na kořeny Cercis siliquastrum v zimě ve skleníku. Řízkujeme jen z nouze, a to pouze letorosty přerychlených rostlin.

## Zajímavosti
Podle pověsti získal strom svůj název proto, že se na něm po své zradě Ježíše oběsil Jidáš Iškariotský. To je možná zkomolenina francouzského Arbre de Judée znamenajícího strom judejský, což odkazuje na oblast, kde se vyskytoval. Pověst dále vypráví, že se strom sám zbarvil hanbou do ruda.

## Galerie

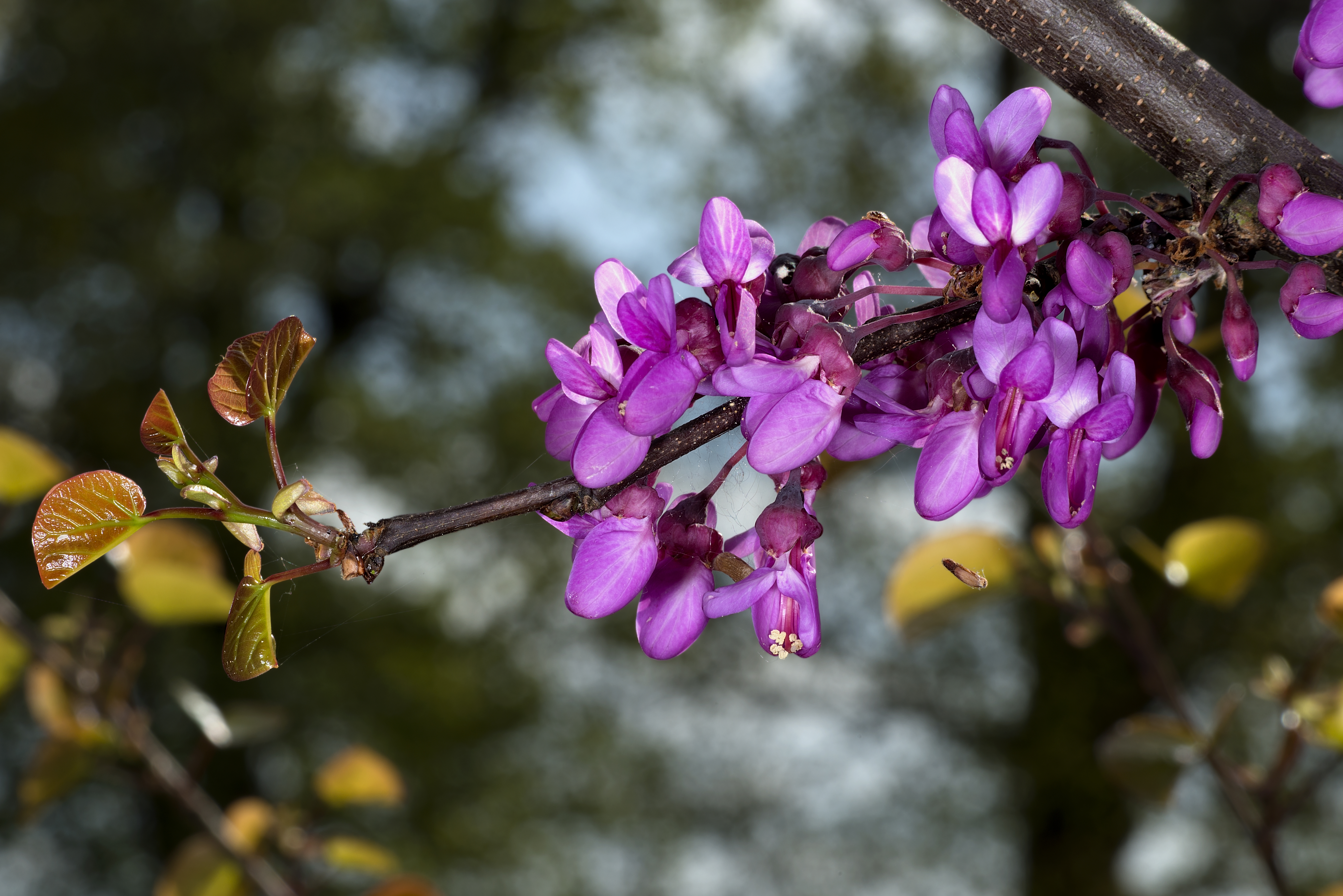
Květy zmarliky Jidášovy
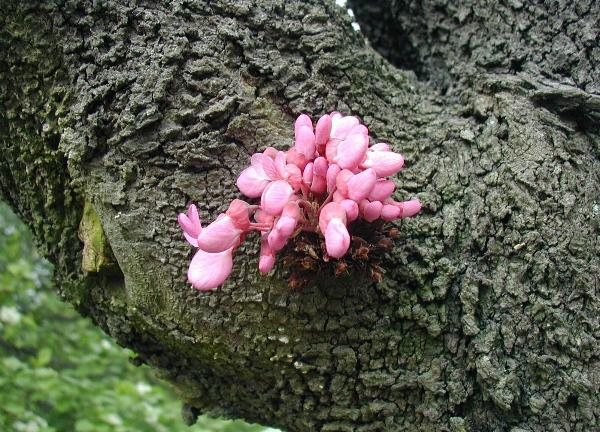
Květy vyrůstající na kmeni zmarliky Jidášovy
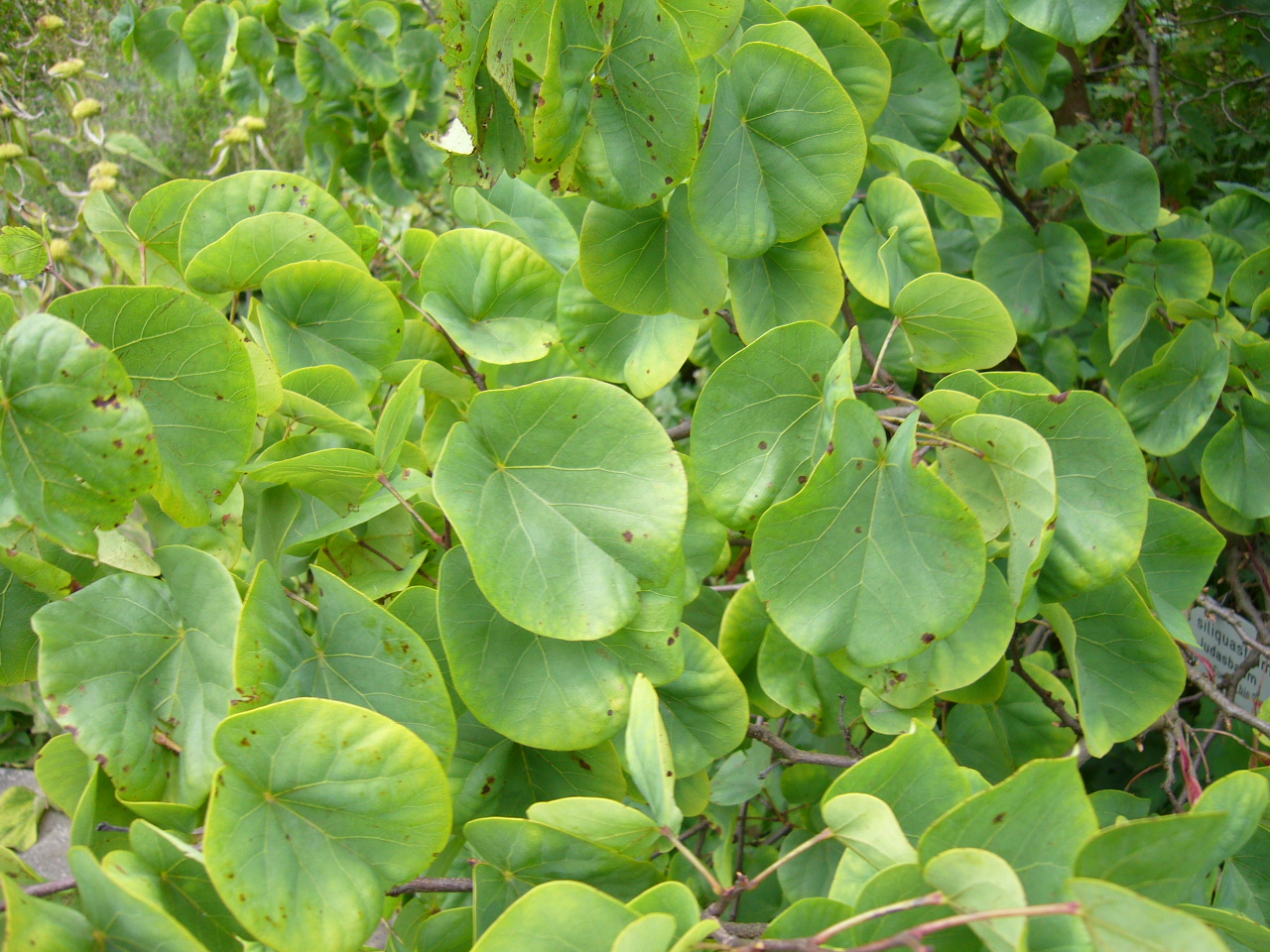
Listy zmarliky Jidášovy
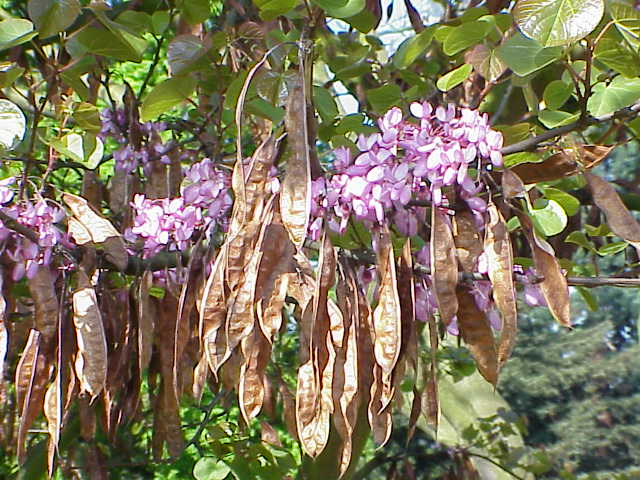
Plody stromu zmarliky Jidášovy
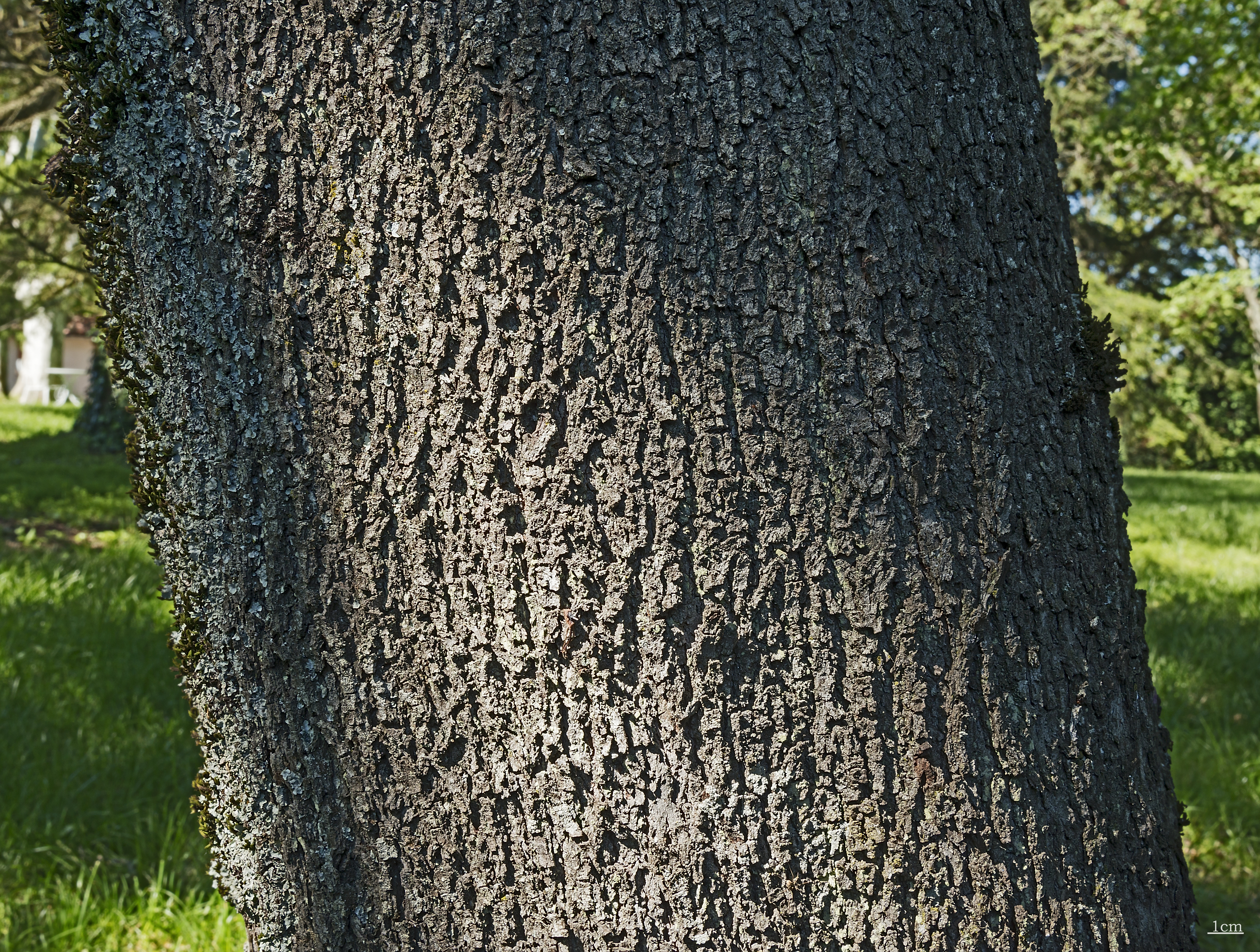
Kmen a borka.
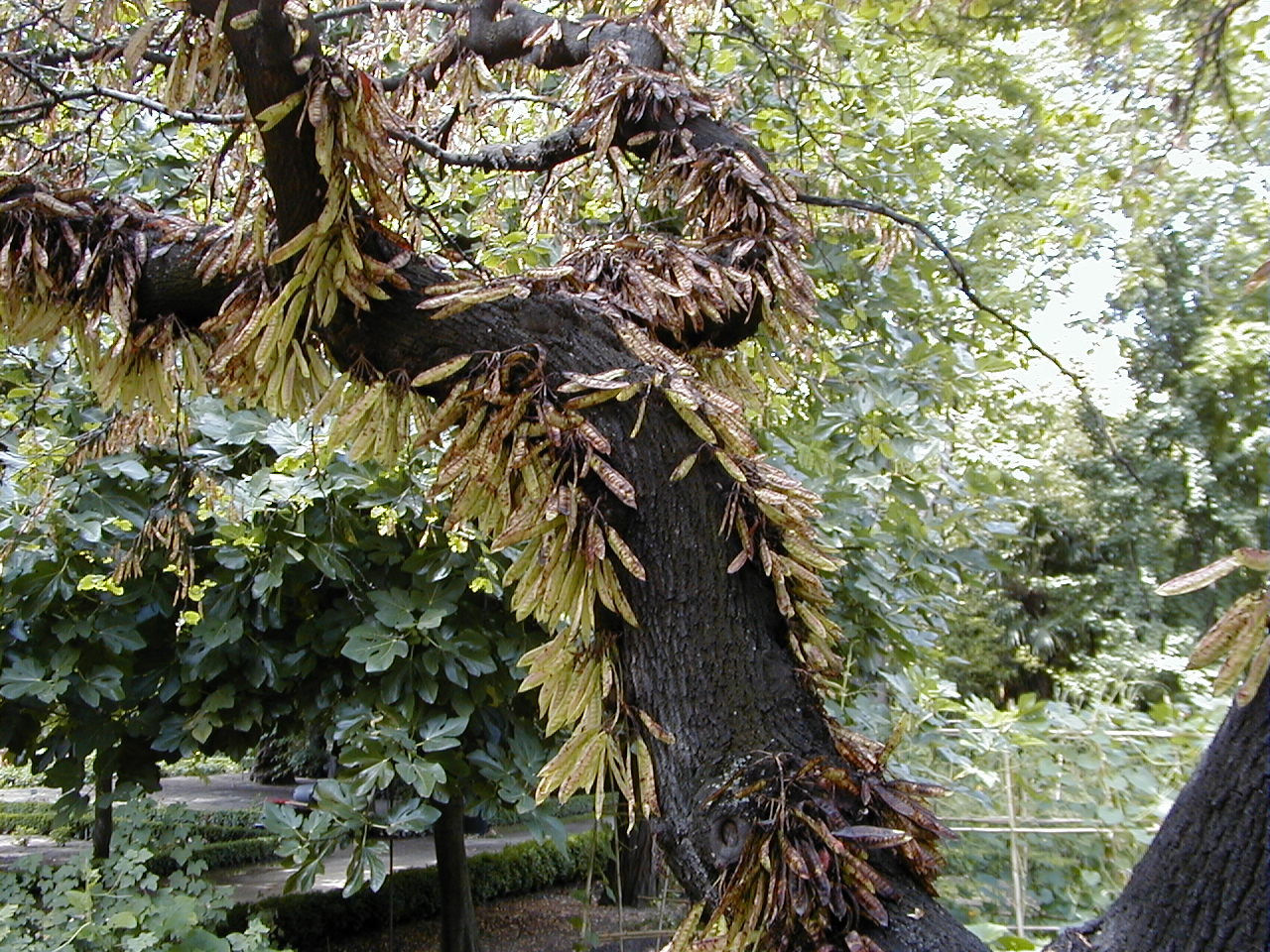
Lusky posetá zmarlika Jidášova